# 14917 Taco
14917 Taco (1994 AD11) là một tiểu hành tinh vành đai chính được phát hiện ngày 8 tháng 1 năm 1994 bởi Spacewatch ở Kitt Peak.